# Lobelia patula
Lobelia patula är en klockväxtart som beskrevs av Carl von Linné d.y.. Lobelia patula ingår i släktet lobelior, och familjen klockväxter. Inga underarter finns listade i Catalogue of Life.